# 204836 Xiexiaosi
204836 Xiexiaosi este un asteroid din centura principală de asteroizi.

## Descriere
204836 Xiexiaosi este un asteroid din centura principală de asteroizi. A fost descoperit pe 16 august 2007 la XuYi în cadrul programului PMO NEO Survey. Asteroidul prezintă o orbită caracterizată de o semiaxă mare de 3,11 ua, o excentricitate de 0,06 și o înclinație de 17,1° în raport cu ecliptica.